# ウィリアム・ドブソン
ウィリアム・ドブソン（William Dobson、1611年3月4日 (洗礼日）- 1646年10月28日（葬礼日））は。イギリスの画家である。イギリス生まれの肖像画家として、その技量が賞賛された最初期の画家である。チャールズ1世の宮廷の人物やイングランド内戦の王党派の人物の肖像画を描いた。

## 略歴
ロンドンで生まれた。同名の父親は法律家であったとされる。父親が装飾画家であったとする文書もあるが正しくないとされる。画家、版画家のウィリアム・ピーク(William Peake: c.1580–1639)の弟子になり、後にドイツ生まれでチャールズ1世の宮廷で働いた画家のフランシス・クライン(Francis Cleyn: 1582 – 1658)の弟子になったと推定されている 。ドブソンはチャールズ1世の王室のコレクションを訪れ、ティツィアーノ(c.1490-1576)や、チャールズ1世の宮廷画家であったアンソニー・ヴァン・ダイク(1599-1641)の作品を模写して修行した。ドブソンの絵画のスタイルはヴェネツィア派のティツィアーノの作品やヴァン・ダイクのスタイルから影響を受けることになった。
ドブソンが20歳代の時期については殆ど知られていないが、1641年にヴァン・ダイクが没した後、国王から多くの注文を受けるようになった。1642年か1643年に皇太子時代のチャールズ2世の肖像画も描いた。
1642年からイングランド内戦が始まると、ドブソンは王党派の拠点であったオックスフォードで働き、騎士党の指導者たちの肖像画を描いた。
ドブソンの作品は約60点が残っているが、ほとんどは1642年以降の肖像画である。オックスフォードが議会軍に占領された後、1646年6月にロンドンに戻るが、後援者を失い、借金のために短期間投獄もされた。貧困の中、オックスフォードで35歳で没した。
20世紀の美術史家、エリス・ウォーターハウス(Ellis Waterhouse)はウィリアム・ドブソンをウィリアム・ホガース以前の最も重要なイギリス画家と評価している 。

## 作品

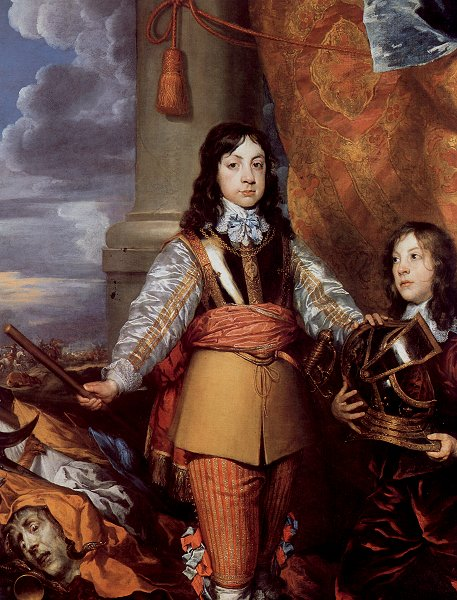
皇太子時代のチャールズ2世(c.1642)、 スコットランド国立美術館蔵
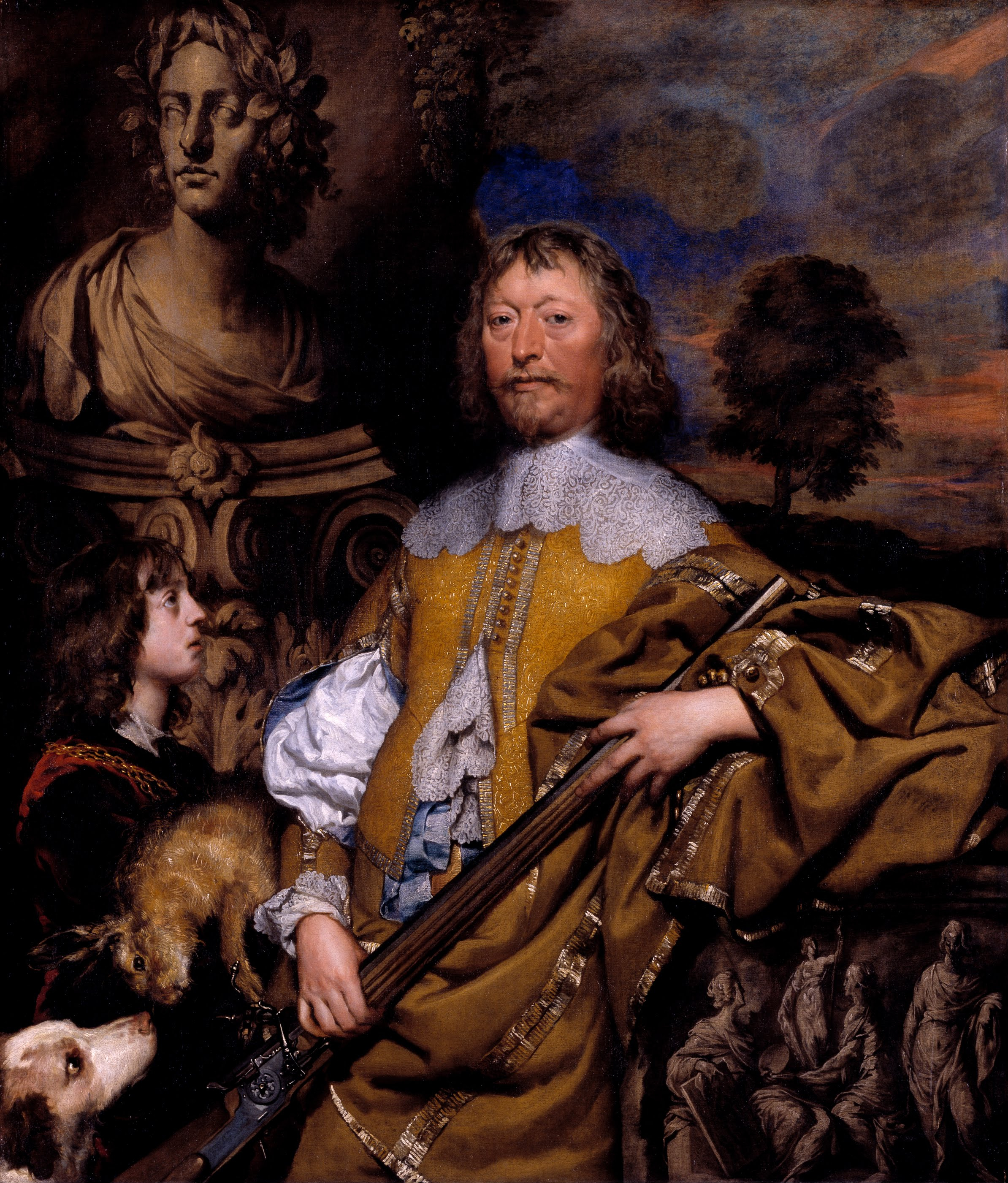
Endymion Porter（王党派人物） テート・ブリテン蔵
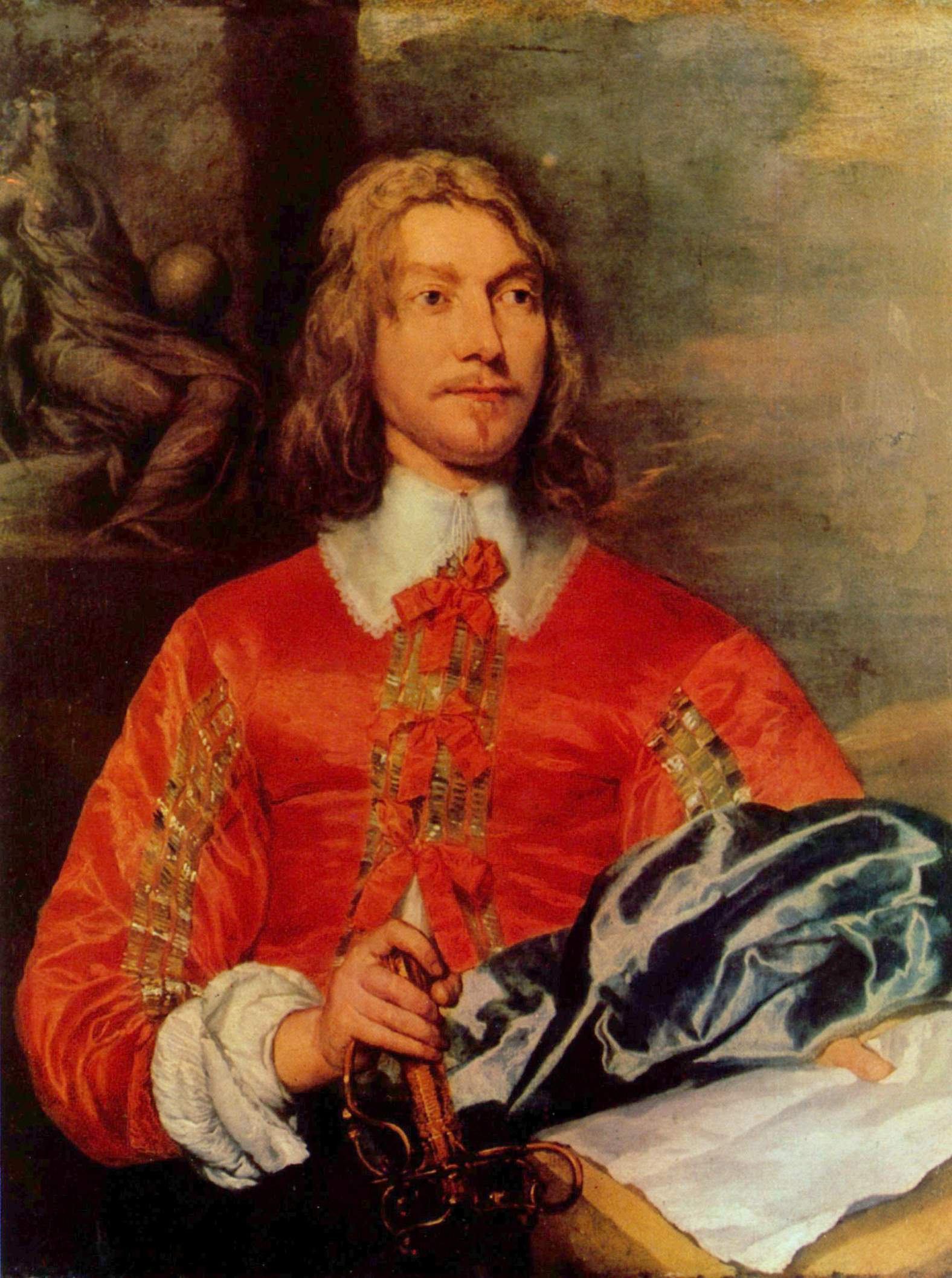
海軍士官の肖像画、国立海事博物館
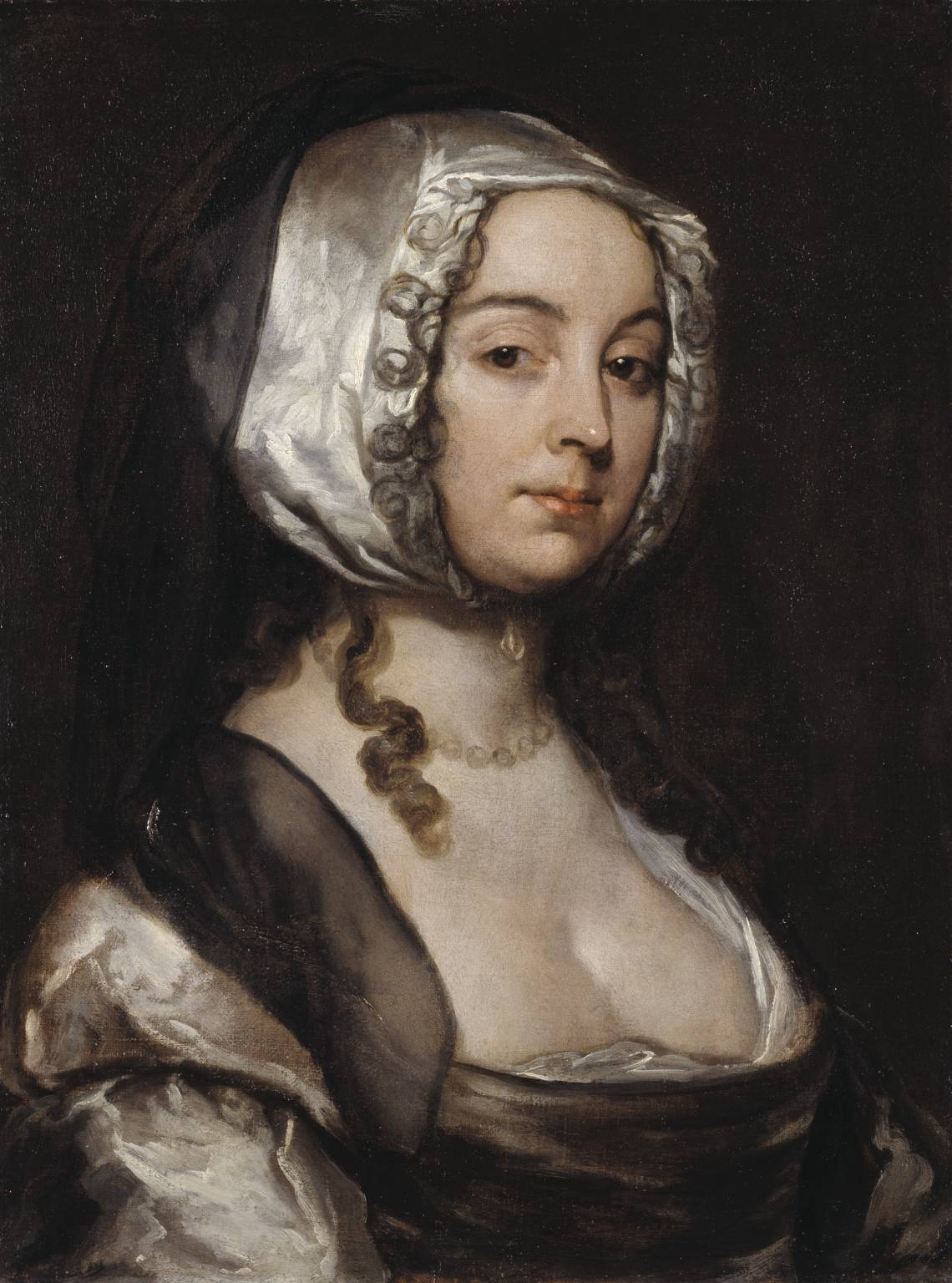
妻と考えられている女性の肖像画[7]]

## 関連文献
- John Aubrey, Brief Lives.
- Waldemar Januszczak, The first great British painter?, Tate, 17, Spring 1999, p. 62.
- R. F. Jones, William Dobson: The King's Painter, Tyger's Head Books, 2016
- Malcolm Rogers, William Dobson, 1611–46: The Royalists at War, National Portrait Gallery Exhibition Catalogue, 1983.